# 변호사예비시험
변호사예비시험이란 법학전문대학원을 거치지 않고 변호사시험에 응시할 수 있는 자격을 부여하는 시험이다.
현재 일본과 미국에서 시행중이며 한국에서도 도입여부가 검토되고 있다. 바른미래당 오신환 의원이 예비시험 법안을 발의해놓은 상태다. (2018년 9월 14일 현재) 오신환 의원의 예비시험 도입을 위한 토론회가 2018년 9월 18일 예정되어있다.

## 일본
일본의 경우, 로스쿨에 진학하지 않고도 법조인이 될 수 있는 기회를 제공하기 위해, 예비시험 제도를 마련해두고 있다.
일본에선 예비시험에 합격할 경우, 변호사시험의 응시자격을 얻게된다.

## 미국
미국의 경우 비인증 로스쿨 졸업자, 통신강좌 이수자 등에게 변호사시험의 응시기회를 부여하는 주가 있다. 변호사 예비시험제도의 모델은 미국 캘리포니아 주의 '베이비바'(Baby Bar)시험이다.

## 참고 문헌
- 토론회자료-변호사 예비시험제도 도입 필요한가[깨진 링크(과거 내용 찾기)]